# William Axt
William Axt (* 19. April 1888 in New York City, New York, USA; † 13. Februar 1959 in Ukiah, Kalifornien) war ein US-amerikanischer Komponist.

## Leben
Nachdem Axt seinen Abschluss an der DeWitt Clinton High School in der Bronx studierte am National Conservatory of Music of America Musik. Nach seiner erfolgreichen Promotion 1922 an der University of Chicago zum Doctor of Musical Arts war er fortan unter dem Spitznamen Dr. Billy bekannt. Nachdem er als Assistent bei der Hammerstein Grand Opera Company arbeitete wurde er Musikdirektor beim Capitol Theater in Manhattan.
Ab 1919 arbeitete er für Metro-Goldwyn-Mayer und bearbeitete und komponierte Filmmusik bei über 200 Filmen. Zusammen mit Ernö Rapée schrieb er eine bedeutende Sammlung von Filmillustrationsmusik für Photoplayer, darunter Stücke wie Eine Serie von drei Agitatos, Appassionato No. 1, Debutante, Frozen North, Screening Preludes No. 1 and 2 und Tender Memories. Auch mit David Mendoza arbeitete er in New York City zusammen und schrieb mit ihm Filmmusik für Filme wie The Big Parade und Ben Hur.

## Filmografie (Auswahl)
- 1920: Das Zeichen des Zorro (The Mark of Zorro)
- 1924: Der Mann, der die Ohrfeigen bekam (He Who Gets Slapped)
- 1925: Ben Hur
- 1925: Die große Parade (The Big Parade)
- 1926: The Boob
- 1926: Der scharlachrote Buchstabe (The Scarlet Letter)
- 1926: Mimi (La Bohème)
- 1926: Die Kameliendame (Camille)
- 1926: Galgenhochzeit (Bardelys the Magnificent)
- 1926: Alarm (The Fire Brigade)
- 1927: Alt-Heidelberg (The Student Prince in Old Heidelberg)
- 1927: König der Könige (The King Of Kings)
- 1927: Spring Fever
- 1927: Das größte Opfer (The Garden of Allah)
- 1927: Twelve Miles Out
- 1927: Winners of the Wilderness
- 1928: Pflicht und Liebe (Across to Singapore)
- 1928: Ein Traum von Liebe (Dream of Love)
- 1928: Der Wind (The Wind)
- 1928: Die Masken des Erwin Reiner (The Masks of the Devil)
- 1928: Wenn die Großstadt schläft (While the City Sleeps)
- 1928: Four Walls
- 1928: The Law of the Range
- 1928: Weiße Schatten (White Shadows in the South Seas)
- 1928: Der Schlauberger (West Point)
- 1928: Die goldene Hölle (The Trail of ’98)
- 1929: Goldjäger in Kalifornien (Tide of Empire)
- 1928: Die Teufel der Nordsee (The Viking)
- 1929: Dynamit (Dynamite)
- 1929: Moderne Mädchen (Our Modern Maidens)
- 1929: The Duke Steps Out
- 1929: Their Own Desire
- 1929: Als Matrosen (Men O'War)
- 1929: Das feuchte Hotelbett (They Go Boom)
- 1929: The Last of Mrs. Cheyney
- 1929: Unschuldig hinter Gittern (The Hoose-Gow)
- 1929: Unsichtbare Fesseln (The Single Standard)
- 1929: Lokomotive 2329 (Thunder)
- 1929: Der jüngste Leutnant (Devil-May-Care)
- 1929: Wonder of Women
- 1930: Banditenlied (The Rogue Song)
- 1930: Ohne Furcht und Tadel (The Laurel and Hardy Murder Case)
- 1930: Jenny Lind (A Lady’s Morals)
- 1930: Unter Null (Below Zero)
- 1930: Panik auf der Leiter (Hog Wild)
- 1930: Romanze (Romance)
- 1930: Jenseits des Lebens (Redemption)
- 1930: Venus auf Reisen (Chasing Rainbows)
- 1931: Alles für dein Glück (Possessed)
- 1931: Der Mut zum Glück (A Free Soul)
- 1931: Helgas Fall und Aufstieg (Susan Lenox: Her Fall and Rise)
- 1931: Mata Hari
- 1931: Trader Horn
- 1932: Die Maske des Fu-Manchu (The Mask of Fu Manchu)
- 1932: Liebesleid (Smilin’ Through)
- 1932: Der Theaterprofessor (Speak Easily)
- 1932: Zahlungsaufschub (Payment Deferred)
- 1933: Eskimo
- 1933: Menu
- 1933: Zwischen heut und morgen (Gabriel Over the White House)
- 1933: Midnight Mary
- 1933: Rendez-vous in Wien (Reunion in Vienna)
- 1933: Die Hölle aus Stahl (Hell Below)
- 1933: Storm at Daybreak
- 1933: Dinner um acht (Dinner at Eight)
- 1933: The Secret of Madame Blanche
- 1933: Today We Live
- 1933: When Ladies Meet
- 1933: Sexbombe (Bombshell)
- 1933: Herz zu verschenken (Beauty for Sale)
- 1933: Ein Mann geht seinen Weg (Looking Forward)
- 1934: Zwei Herzen auf der Flucht (Fugitive Lovers)
- 1934: Der dünne Mann (The Thin Man)
- 1934: Hide-Out
- 1934: Manhattan Melodrama
- 1934: Millionäre bevorzugt (The Girl from Missouri)
- 1934: Geheimagent 13 (Operator 13)
- 1935: Der elektrische Stuhl (The Murder Man)
- 1935: Spione küßt man nicht (Rendezvous)
- 1935: Der Polizeibericht meldet … (Woman Wanted)
- 1935: Blutige Perlen (Whipsaw)
- 1936: Lustige Sünder (Libeled Lady)
- 1936: Suzy
- 1936: Tarzans Rache (Tarzan Escapes)
- 1936: Wanted – A Master
- 1938: Rich Man, Poor Girl
- 1938: Three Loves Has Nancy
- 1939: Sergeant Madden
- 1939: Tarzan und sein Sohn (Tarzan Finds a Son!)